# 2MASS J08583467+3256275
2MASS J08583467+3256275 ist ein Brauner Zwerg im Sternbild Luchs. Er wurde 2006 von Kuenley Chiu et al. entdeckt.